# Оскар (88-ма церемонія вручення)
88-ма церемонія вручення премії «Оскар» Американської Академії кінематографічних мистецтв і наук, за видатні досягнення у кінематографі у 2015 році, відбулась 28 лютого 2016 року в театрі «Долбі» у Лос-Анджелесі. Американська Кіноакадемія вручила премію «Оскар» у 24 категоріях. Трансляцію церемонії у США здійснювавав телеканал ABC, а в Україні — телеканал «Україна». Шоу також було показано наживо ще у 224 країнах світу. Продюсерами церемонії стали Девід Гілл та Реджіналд Гадлін. Ведучим церемонії був запрошений американський актор і комік Кріс Рок, який вже вів 77-му церемонію у 2005 році.
Церемонія вручення почесних нагород «Оскара» відбулася 14 листопада 2015 року в Бальній залі театру «Долбі».

## Хронологія подій
| Дата                      | Подія                                                                                  |
| ------------------------- | -------------------------------------------------------------------------------------- |
| Субота, 14 листопада 2015 | Церемонія вручення почесних нагород «Оскар»                                            |
| Середа, 30 грудня 2015    | Початок голосування за номінантів о 08:00 за PST (18:00 за київським часом)            |
| П'ятниця, 8 січня 2016    | Завершення голосування за номінантів о 17:00 за PST (03:00 9 січня за київським часом) |
| Четвер, 14 січня 2016     | Оголошення номінантів о 05:30 за PST (15:30 за київським часом)                        |
| Понеділок, 8 лютого 2016  | Урочистий обід на честь номінантів на премію «Оскар»                                   |
| П'ятниця, 12 лютого 2016  | Початок фінального голосування                                                         |
| Субота, 13 лютого 2016    | Церемонія вручення премії «Оскар» за науково-технічні досягнення                       |
| Вівторок, 23 лютого 2016  | Завершення фінального голосування о 17:00 за PST (3:00 24 лютого за київським часом)   |
| Неділя, 28 лютого 2016    | 88-а щорічна церемонія вручення премії «Оскар»                                         |

## Список лауреатів і номінантів
Номінанти були оголошені 14 січня 2015 року президентом Американської Кіноакадемії Шеріл Бун Айзекс, мексиканським режисером та продюсером Гільєрмо дель Торо, американським актором Джоном Кразінські і тайванським кінорежисером Енгом Лі.

### Лауреати та номінанти
| Найкращий фільм | Найкращий режисер |
| --- | --- |

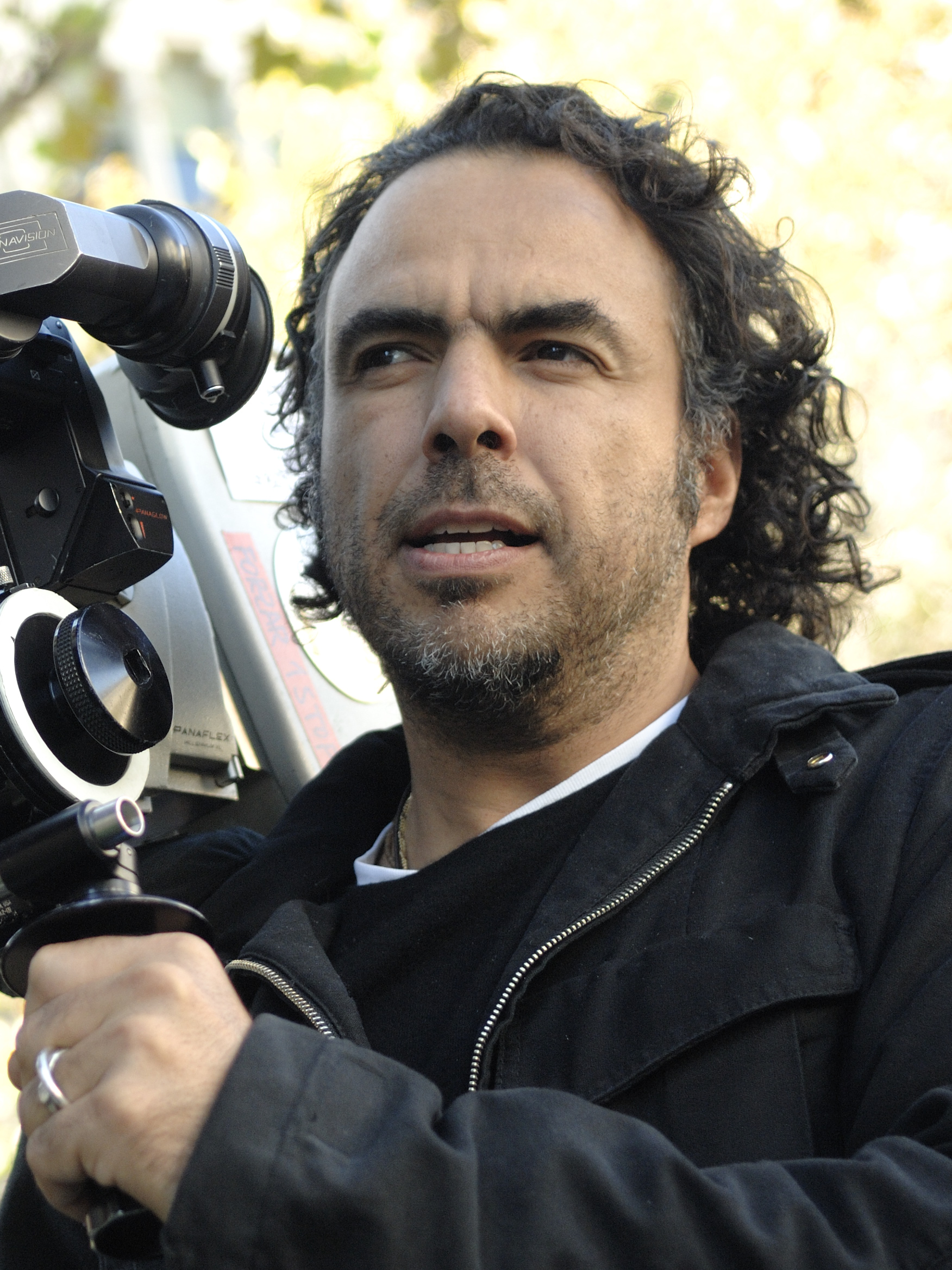
Алехандро Гонсалес Іньярріту — найкращий режисер

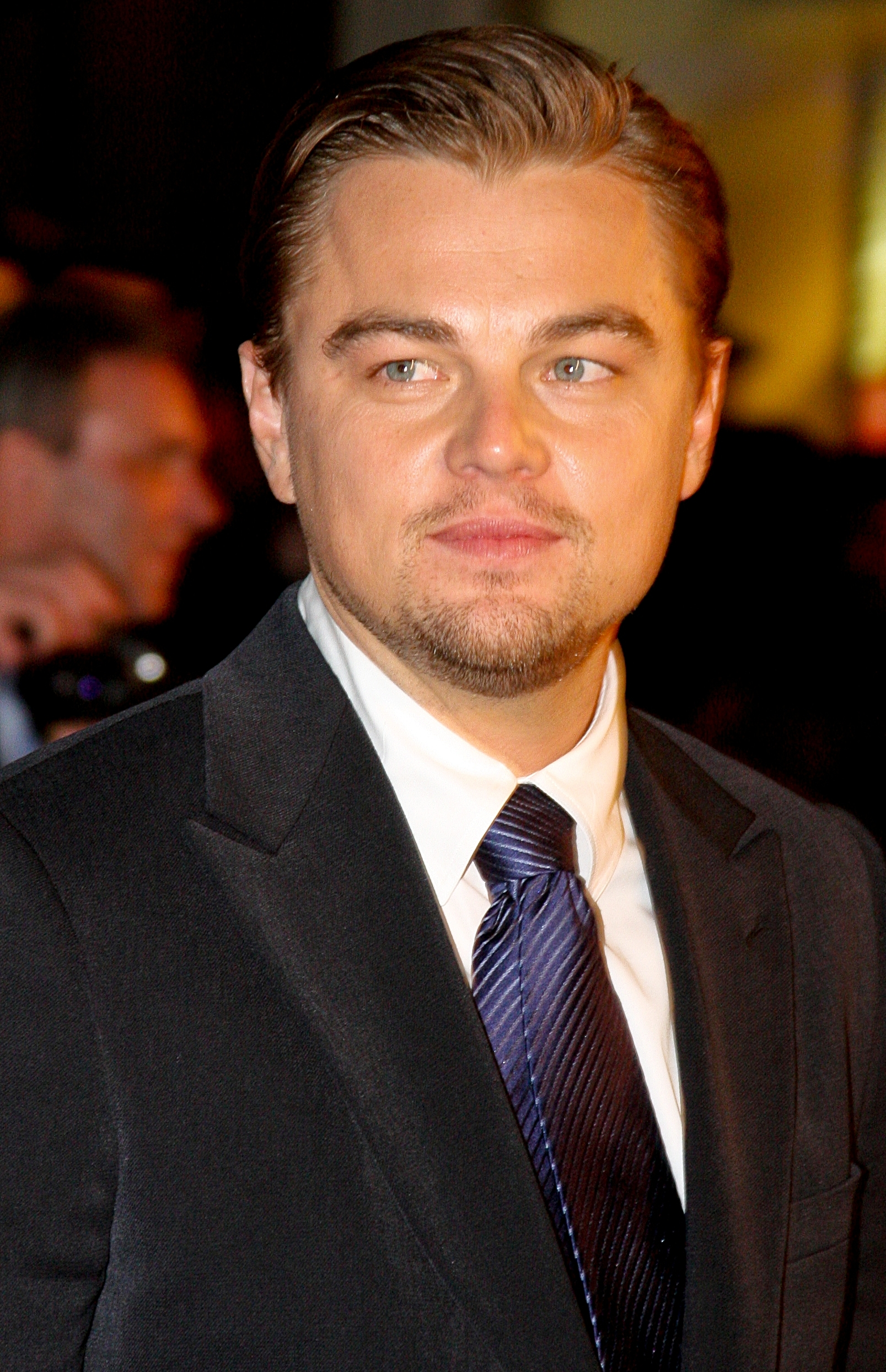
Леонардо Ді Капріо — найкращий актор

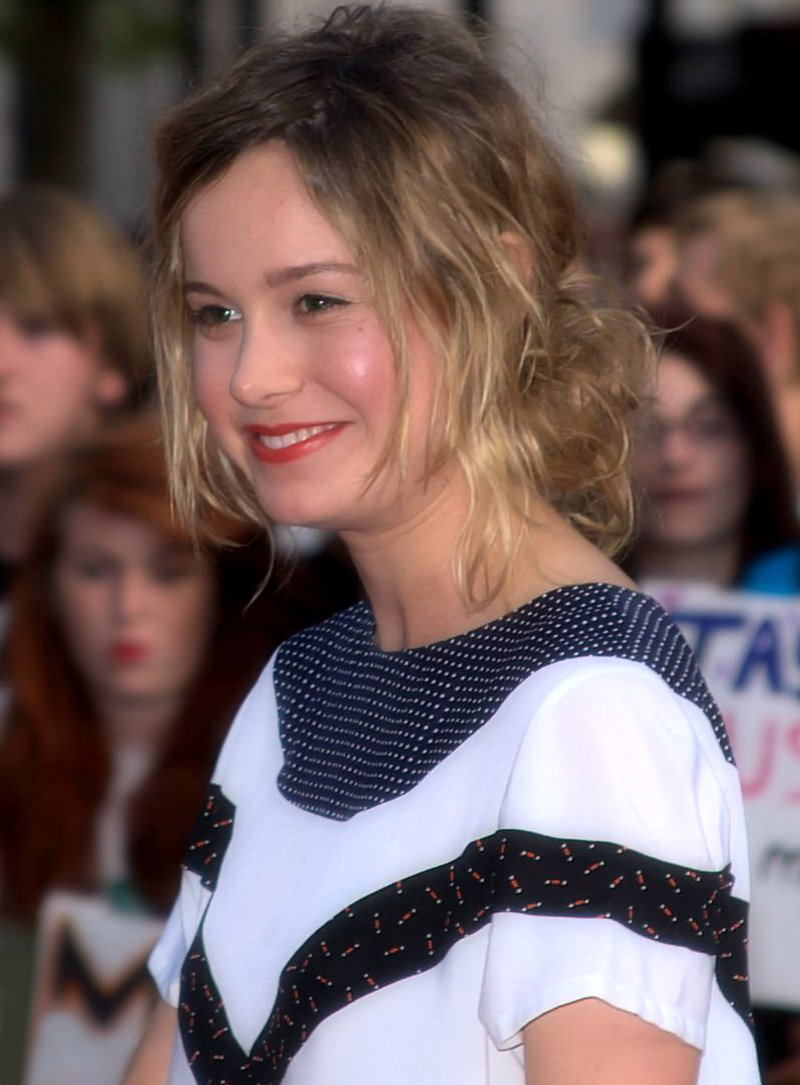
Брі Ларсон — найкраща акторка

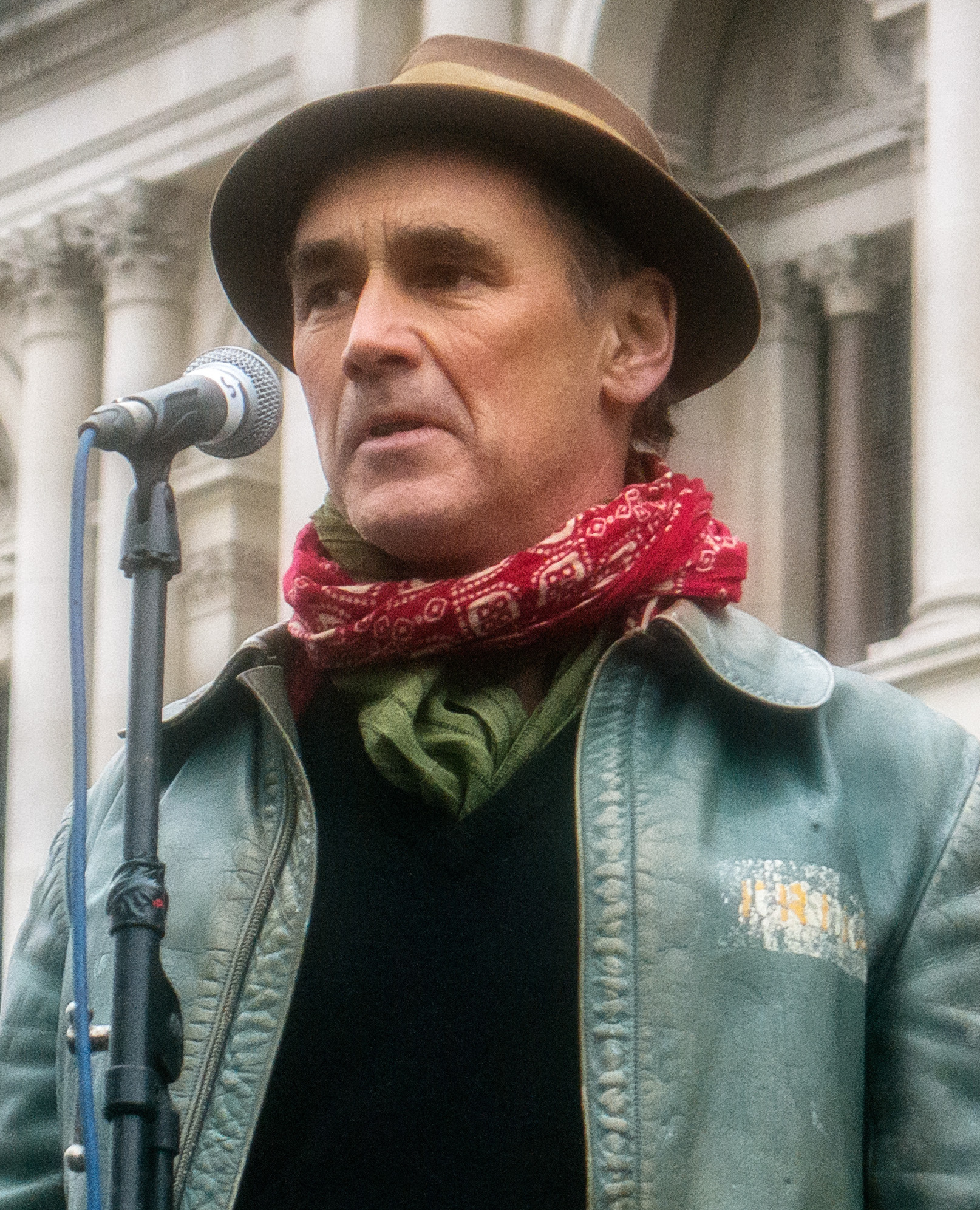
Марк Райленс — найкращий актор другого плану

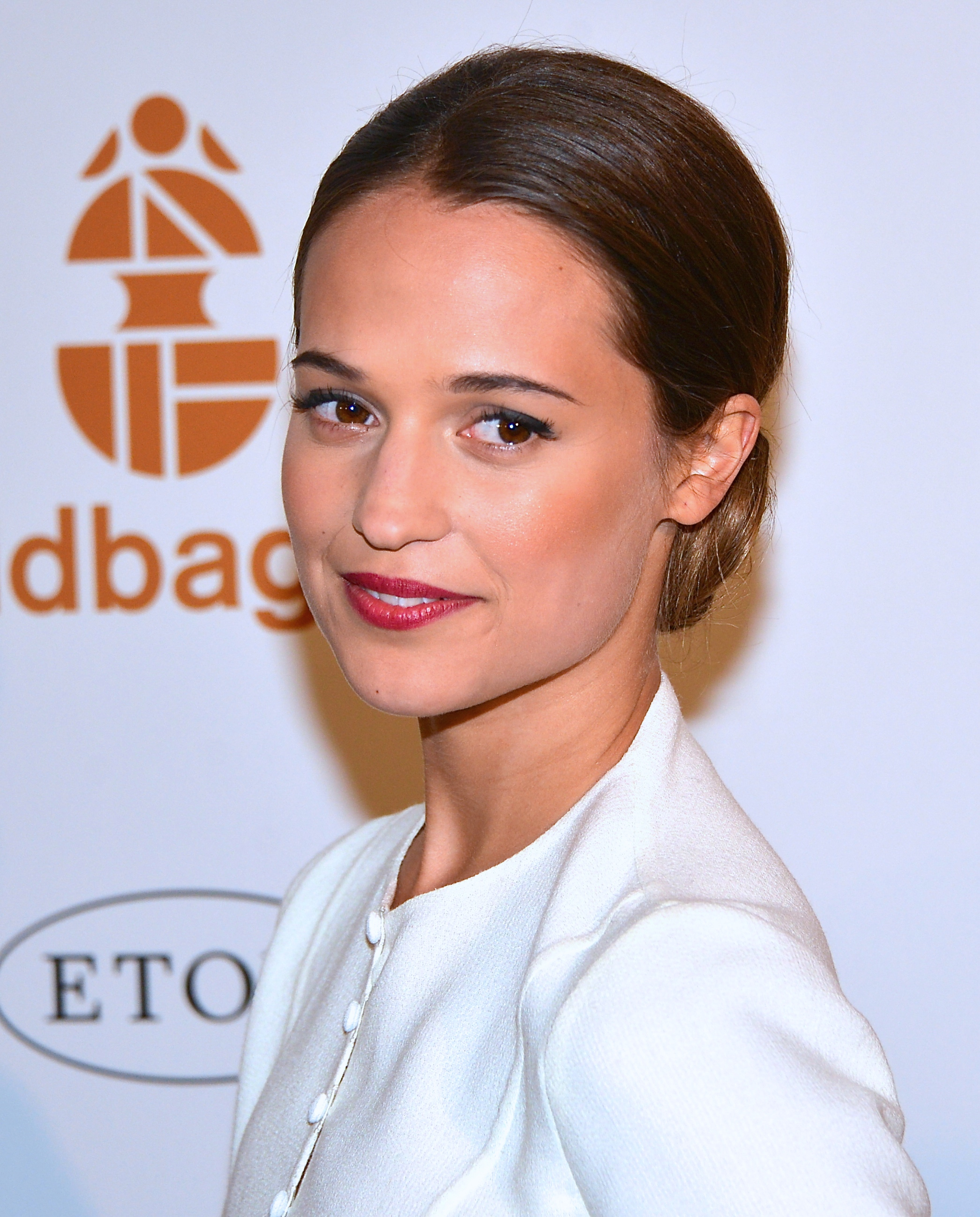
Алісія Вікандер — найкраща акторка другого плану

| - «У центрі уваги» - «Гра на пониження» - «Міст шпигунів» - «Бруклін» - «Шалений Макс: Дорога гніву» - «Марсіянин» - «Легенда Г'ю Гласса» - «Кімната» | - Алехандро Гонсалес Іньярріту — «Легенда Г'ю Гласса» - Адам Мак-Кей — «Гра на пониження» - Джордж Міллер — «Шалений Макс: Дорога гніву» - Ленні Абрагамсон — «Кімната» - Том Мак-Карті — «У центрі уваги» |
| Найкращий актор | Найкраща акторка |
| - Леонардо Ді Капріо — «Легенда Г'ю Гласса» - Браян Кренстон — «Трамбо» - Метт Деймон — «Марсіянин» - Майкл Фассбендер — «Стів Джобс» - Едді Редмейн — «Дівчина з Данії»                                                                                                | - Брі Ларсон — «Кімната» - Кейт Бланшетт — «Керол» - Дженніфер Лоуренс — «Джой» - Шарлотта Ремплінг — «45 років» - Сірша Ронан — «Бруклін» |
| Найкращий актор другого плану | Найкраща акторка другого плану |
| - Марк Райленс — «Міст шпигунів» - Крістіан Бейл — «Гра на пониження» - Том Гарді — «Легенда Г'ю Гласса» - Марк Руффало — «У центрі уваги» - Сільвестер Сталлоне — «Крід»                                                                                               | - Алісія Вікандер — Дівчина з Данії - Дженніфер Джейсон Лі — «Мерзенна вісімка» - Руні Мара — «Керол» - Рейчел Мак-Адамс — «У центрі уваги» - Кейт Вінслет — «Стів Джобс» |
| Найкращий оригінальний сценарій | Найкращий адаптований сценарій |
| - Том Мак-Карті, Джош Сінгер — «У центрі уваги» - Метт Чарман, Ітан Коен, Джоел Коен — «Міст шпигунів» - Алекс Ґарленд — Ex Machina - Піт Доктер, Мег Лефов, Джош Кулі — «Думками навиворіт» - Джонатан Герман, Андреа Берлофф — «Просто із Комптона»                   | - Чарльз Рендольф, Адам Мак-Кей — «Гра на пониження» - Філліс Нейджі — «Керол» - Дрю Годдард — «Марсіянин» - Нік Горнбі — «Бруклін» - Емма Доног'ю — «Кімната» |
| Найкращий анімаційний повнометражний фільм | Найкращий фільм іноземною мовою |
| - «Думками навиворіт» - «Аномаліза» - «Хлопчик і світ» - «Баранчик Шон» - «Спогади про Марні» | - «Син Саула» - «Мустанг» - «Обійми змія» - «Тіб» - «Війна» |
| Найкращий документальний повнометражний фільм | Найкращий документальний короткометражний фільм |
| - «Емі» - «Земля картелів» - «Погляд тиші» - «Що трапилося, міс Симона?» - «Зима у вогні» | - «Дівчина в річці: Ціна прощення» - «Похоронна команда 12» - «Чау за межами» - «Клод Ланзманн: Привиди Шоа» - «Останній день свободи» |
| Найкращий ігровий короткометражний фільм | Найкращий анімаційний короткометражний фільм |
| - «Заїка» - «Аве Марія» - «День перший» - «Все буде добре» - «Шок» | - «Ведмежа історія» - «Пролог» - «Команда Санджея» - «Ми не можемо жити без космосу» - «Світ майбутнього» |
| Найкраща музика до фільму | Найкраща пісня до фільму |
| - Енніо Морріконе — «Мерзенна вісімка» - Томас Ньюмен — «Міст шпигунів» - Картер Бьорвелл — «Керол» - Йоганн Йоганнссон — «Сікаріо» - Джон Вільямс — «Зоряні війни: Пробудження Сили»                                                                                   | - Writing's on the Wall (Сем Сміт, Джиммі Нейпс) — «007: Спектр» - Earned It (Беллі, Стефан Моккіо, Стефан Дагіла Квінневілль, The Weeknd) — «П'ятдесят відтінків сірого» - Manta Ray (Ентоні Гегарті, Джей Ральф) — «Перегони на вимирання» - Til It Happens To You (Lady Gaga, Даян Воррен) — The Hunting Ground - Simple Song #3 (Девід Ленг) — «Юність» |
| Найкращий звуковий монтаж | Найкращий звук |
| - «Шалений Макс: Дорога гніву» - «Марсіянин» - «Легенда Г'ю Гласса» - «Сікаріо» - «Зоряні війни: Пробудження Сили» | - «Шалений Макс: Дорога гніву» - «Міст шпигунів» - «Марсіянин» - «Легенда Г'ю Гласса» - «Зоряні війни: Пробудження Сили» |
| Найкращий виробничий дизайн | Найкращий оператор |
| - Колін Гібсон, Ліза Томпсон — «Шалений Макс: Дорога гніву» - Ріна ДеАнджело, Бернгард Генрік, Адам Стокгаузен — «Міст шпигунів» - Майкл Стендіш, Ів Стюарт — «Дівчина з Данії» - Селія Бобак, Артур Макс — «Марсіянин» - Джек Фіск, Геміш Парді — «Легенда Г'ю Гласса» | - Еммануель Любецкі — «Легенда Г'ю Гласса» - Едвард Лекмен — «Керол» - Роберт Річардсон — «Мерзенна вісімка» - Джон Сіл — «Шалений Макс: Дорога гніву» - Роджер Дікінс — «Сікаріо» |
| Найкращий грим і зачіски | Найкращий дизайн костюмів |
| - Леслі Вандерволт, Елка Вардега, Дем'ян Мартін — «Шалений Макс: Дорога гніву» - Лав Ларсон, Єва фон Бар — «Столітній старий, який виліз у вікно і зник» - Шан Грігг, Дункан Джармен, Роберт Пандіні — «Легенда Г'ю Гласса»                                             | - Дженні Бівен — «Шалений Макс: Дорога гніву» - Сенді Павелл — «Керол» - Сенді Павелл — «Попелюшка» - Пако Дельгадо — «Дівчина з Данії» - Жаклін Вест — «Легенда Г'ю Гласса» |
| Найкращий монтаж | Найкращі візуальні ефекти |
| - Маргарет Сіксел — «Шалений Макс: Дорога гніву» - Генк Корвін — «Гра на пониження» - Стівен Мірріоне — «Легенда Г'ю Гласса» - Том Мак-Ардл — «У центрі уваги» - Меріенн Брендон, Мері Джо Маркі — «Зоряні війни: Пробудження Сили»                                     | - Ex Machina - «Шалений Макс: Дорога гніву» - «Марсіянин» - «Легенда Г'ю Гласса» - «Зоряні війни: Пробудження Сили» |

### Фільми з найбільшою кількістю перемог і номінацій
| Номінації | Фільм                            |
| --------- | -------------------------------- |
| 12        | «Легенда Г'ю Гласса»             |
| 10        | «Шалений Макс: Дорога гніву»     |
| 7         | «Марсіянин»                      |
| 6         | «Керол»                          |
| 6         | «Міст шпигунів»                  |
| 6         | «У центрі уваги»                 |
| 5         | «Гра на пониження»               |
| 5         | «Зоряні війни: Пробудження Сили» |
| 4         | «Дівчина з Данії»                |
| 4         | «Кімната»                        |
| 3         | «Бруклін»                        |
| 3         | «Мерзенна вісімка»               |
| 3         | «Сікаріо»                        |
| 2         | Ex Machina                       |
| 2         | «Думками навиворіт»              |
| 2         | «Стів Джобс»                     |

| Нагороди | Фільм                        |
| -------- | ---------------------------- |
| 6        | «Шалений Макс: Дорога гніву» |
| 3        | «Легенда Г'ю Гласса»         |
| 2        | «У центрі уваги»             |

### Почесні нагороди
Церемонія вручення почесних нагород «Оскар» відбулася 14 листопада 2015 року в Бальній залі Долбі Театру. Преміями за видатні заслуги у кінематографі було відзначено Спайка Лі та Джину Роулендс, а нагородою ім'ям Джина Гершолта — Деббі Рейнольдс. Лауреати були визначені в результаті голосування Ради кінокадемії 25 серпня 2015 року.
| Категорія                                 | Лауреати        |
| ----------------------------------------- | --------------- |
| Премія за видатні заслуги у кінематографі | Спайк Лі        |
| Премія за видатні заслуги у кінематографі | Джина Роулендс  |
| Нагорода імені Джина Гершолта             | Деббі Рейнольдс |

## Інформація про церемонію

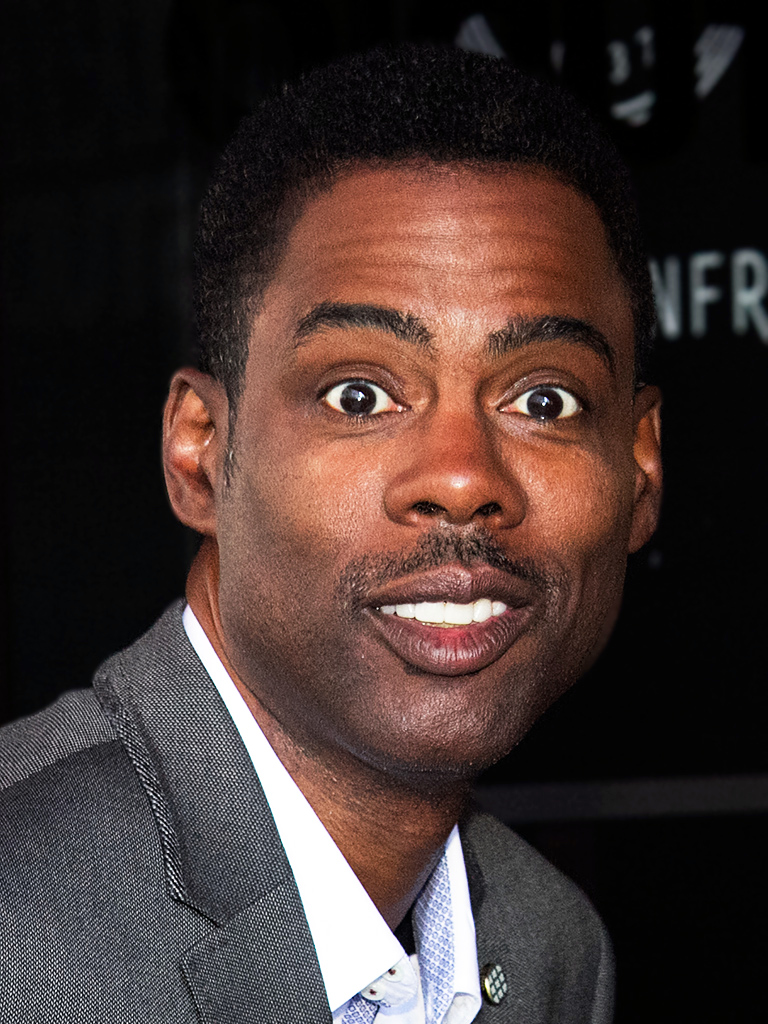
Кріс Рок — ведучий 88-мої церемонії премії «Оскар».

Після середнього рейтингу минулої церемонії, Ніл Мерон і Крейг Зеден оголосили про те, що не продюсуватимуть шоу четвертий рік поспіль. Незабаром після цього Ніл Патрік Гарріс заявив, що не вестиме шоу вдруге. В інтерв'ю The Huffington Post він сказав: «Я не знаю чи витримає це моя сім'я, моя душа. Чудово було викреслити це зі свого списку, але воно зайняло купу мого часу. Я не знаю чи розумно це робити кожен рік, або ще раз». У вересні 2015 року продюсерами церемонії призначили Девіда Гілла і Реджіналда Гадліна. Через день після цього Гілл заявив, що шоу вестиме двоє ведучих, втім, наприкінці жовтня, було оголошено, що ведучий буде один і ним стане Кріс Рок.